# Luka nad Jihlavou
Luka nad Jihlavou – miejscowość i gmina (obec) w Czechach, w kraju Wysoczyna, w powiecie Igława. W 2022 roku liczyła 3039 mieszkańców.
W miejscowości znajduje się stacja kolejowa Luka nad Jihlavou.